# Symphonie no 36 de Joseph Haydn
Pour les articles homonymes, voir Symphonie no 36.
La Symphonie no 36 en mi bémol majeur Hob. I:36 est une symphonie du compositeur autrichien Joseph Haydn, composée en 1761-1762.

## Analyse de l'œuvre
La symphonie comporte quatre mouvements:
1. Vivace, en mi bémol majeur, à 
, 165 mesures
2. Adagio, en si bémol majeur, à , 40 mesures, cordes seules, avec un solo de violon et un solo de violoncelle
3. Menuet, en mi bémol majeur, à 
, 60 mesures
4. Allegro, en mi bémol majeur, à 
, 128 mesures

Durée : environ 18 à 20 minutes

## Instrumentation
- deux hautbois, deux bassons, deux cors, cordes et continuo.